# 三叉小鳞虫
三叉小鳞虫（学名：Hermonia hystrix）为鳞沙蚕科小鳞虫属的动物。分布于地中海、大西洋、红海、热带太平洋、印度洋，包括南海等海域。